# Ферколе (Гросето)
Ферколе је насеље у Италији у округу Гросето, региону Тоскана.
Према процени из 2011. у насељу је живело 9 становника. Насеље се налази на надморској висини од 373 м.